# نسرین بهلولی
نسرین بَهلولی (انگلیسی: Nesrine Bahlouli؛ زادهٔ ۲۰ فوریهٔ ۲۰۰۳) بازیکن فوتبال اهل فرانسه است.
وی همچنین در تیم‌های ملی فوتبال زیر ۱۶ سال، زیر ۱۷ سال، زیر ۱۹ سال و زیر ۲۳ سال زنان فرانسه بازی کرده است.

## دوران باشگاهی

### لیون
در دوران حضورش در تیم لیون، نسرین بهلولی به‌عنوان یک ستاره نوظهور در فوتبال زنان فرانسه مطرح شد. او در رده‌های پایه باشگاه باشگاه فوتبال زنان المپیک لیون رشد کرد و به‌تدریج با نمایش‌های درخشانش در تیم‌های جوانان، توجه مربیان تیم اصلی را نیز به خود جلب کرد. بهلولی که به خاطر تکنیک بالا، هوش بازی و توانایی بازی‌سازی‌اش شناخته می‌شود، اغلب به‌عنوان هافبک هجومی به میدان می‌رفت و در همین پست توانست بدرخشد. او در ۳۰ اکتبر ۲۰۲۲ نخستین بازی رسمی‌اش در لیگ برتر فوتبال زنان فرانسه را برای تیم بزرگسالان لیون مقابل فلوری ۹۱ انجام داد.

### آ. ث. میلان
در ژانویه ۲۰۲۳، نسرین بهلولی گامی مهم در مسیر حرفه‌ای خود برداشت و به تیم باشگاه فوتبال زنان آ.ث. میلان در سری آ ایتالیا پیوست. خبر پیوستن او در ۲۰ ژانویه ۲۰۲۳ به‌طور رسمی توسط باشگاه اعلام شد. او اولین بازی‌اش با پیراهن میلان را در تاریخ ۱۸ مارس ۲۰۲۳ در دیدار مقابل باشگاه فوتبال زنان یوونتوس انجام داد، دیداری که تجربه‌ای مهم در برابر یکی از قدرتمندترین تیم‌های فوتبال زنان ایتالیا برای او بود. به‌رغم انگیزه بالا و مشارکت در چند مسابقه، در سپتامبر ۲۰۲۴، نسرین و باشگاه میلان با توافق دوجانبه قرارداد را فسخ کردند.

### قرضی به بوردو
در ۲۴ اوت ۲۰۲۳، باشگاه آ.ث. میلان اعلام کرد که نسرین بهلولی به صورت قرضی به تیم باشگاه فوتبال زنان بوردو منتقل شده است. این انتقال فرصتی برای او بود تا تجربه بیشتری در لیگ داخلی فرانسه کسب کند و دوباره به فرم ایده‌آل خود بازگردد. نسرین در تاریخ ۱۷ سپتامبر ۲۰۲۳ نخستین بازی‌اش را با پیراهن بوردو مقابل باشگاه فوتبال زنان پاری سن ژرمن انجام داد. در ادامه فصل، عملکرد او رو به رشد بود و نهایتاً در تاریخ ۲۴ آوریل ۲۰۲۴ موفق شد نخستین گلش در لیگ را برابر باشگاه فوتبال زنان لیل به ثمر برساند.

### النصر
در ۲۷ سپتامبر ۲۰۲۴، باشگاه باشگاه فوتبال زنان النصر عربستان به‌طور رسمی اعلام کرد که نسرین بهلولی با این باشگاه قراردادی جدید امضا کرده است. این انتقال بخشی از روند توسعه فوتبال زنان در عربستان سعودی به‌شمار می‌رفت و حضور بهلولی، با تجربه بازی در لیگ‌های فرانسه و ایتالیا، برای این تیم حائز اهمیت بود.

## دوران ملی
در ۲۶ نوامبر ۲۰۲۱، نسرین بهلولی نخستین بازی ملی خود را برای تیم ملی فوتبال زنان زیر ۱۹ سال فرانسه در برابر تیم ملی فوتبال زنان زیر ۱۹ سال بلژیک انجام داد. او در تاریخ ۳ ژوئن ۲۰۲۲ نخستین گل ملی‌اش را در دیدار برابر تیم ملی فوتبال زنان زیر ۱۹ سال اسپانیا به ثمر رساند.

## زندگی شخصی
نسرین بهلولی در خانواده‌ای اهل ورزش رشد کرده و فوتبال در زندگی او نقشی پررنگ داشته است. دو برادر بزرگ‌تر او، فارس بهلولی و محمد بهلولی، نیز فوتبالیست هستند و سابقه بازی در تیم‌های مختلف را دارند. نزدیکی او به فوتبال از سنین کم شکل گرفت و او با تلاش و استعداد توانست مسیر حرفه‌ای موفقی را دنبال کند.